# Bataliony ochrony pogranicza
Samodzielne bataliony ochrony pogranicza – samodzielne pododdziały Wojsk Ochrony Pogranicza w latach 1948–1950.

## Formowanie samodzielnych batalionów
Rozkaz ministra obrony narodowej nr 055/Org. z 20 marca 1948 r. wprowadzał dalszą modernizację w strukturze organizacyjnej WOP. Zmieniał on nazewnictwo oddziałów i pododdziałów WOP oraz dostosował etaty do zmienionych warunków służby. W związku z tym, w okresie do 1 maja 1948 r. na bazie komend odcinków WOP utworzono samodzielne bataliony ochrony pogranicza. Bataliony podlegały nowo utworzonym brygadom ochrony pogranicza .

## Struktura organizacyjna batalionu
Struktura organizacyjna na dzień 31 grudnia 1948
- dowództwo batalionu
- sztab
- sekcja polityczno-wychowawcza
- pion ochrony sztabu
- sztab batalionu
- referat VII
- kwatermistrzostwo
- pluton transportowy
- pluton łączności
- ambulatorium sanitarne
- ambulatorium weterynaryjne
- strażnice (liczba zmienna)

## Wykaz batalionów w 1948
- 2 batalion Ochrony Pogranicza
- 3 batalion Ochrony Pogranicza
- 5 batalion Ochrony Pogranicza
- 8 batalion Ochrony Pogranicza
- 9 batalion Ochrony Pogranicza
- 10 batalion Ochrony Pogranicza
- 11 batalion Ochrony Pogranicza
- 12 batalion Ochrony Pogranicza
- 13 batalion Ochrony Pogranicza
- 14 batalion Ochrony Pogranicza
- 15 batalion Ochrony Pogranicza
- 17 batalion Ochrony Pogranicza
- 17 batalion Ochrony Pogranicza
- 18 batalion Ochrony Pogranicza
- 19 batalion Ochrony Pogranicza
- 20 batalion Ochrony Pogranicza
- 21 batalion Ochrony Pogranicza
- 22 batalion Ochrony Pogranicza
- 23 batalion Ochrony Pogranicza
- 24 batalion Ochrony Pogranicza
- 25 batalion Ochrony Pogranicza
- 27 batalion Ochrony Pogranicza
- 29 batalion Ochrony Pogranicza
- 30 batalion Ochrony Pogranicza
- 31 batalion Ochrony Pogranicza
- 32 batalion Ochrony Pogranicza
- 33 batalion Ochrony Pogranicza
- 34 batalion Ochrony Pogranicza
- 35 batalion Ochrony Pogranicza
- 36 batalion Ochrony Pogranicza
- 38 batalion Ochrony Pogranicza
- 40 batalion Ochrony Pogranicza
- 42 batalion Ochrony Pogranicza
- 44 batalion Ochrony Pogranicza
- 46 batalion Ochrony Pogranicza
- 49 batalion Ochrony Pogranicza
- 53 batalion Ochrony Pogranicza
- 55 batalion Ochrony Pogranicza
- 57 batalion Ochrony Pogranicza
- 61 batalion Ochrony Pogranicza
- 63 batalion Ochrony Pogranicza
- 67 batalion Ochrony Pogranicza
- 69 batalion Ochrony Pogranicza
- 71 batalion Ochrony Pogranicza
- 73 batalion Ochrony Pogranicza
- 75 batalion Ochrony Pogranicza
- 77 batalion Ochrony Pogranicza
- 79 batalion Ochrony Pogranicza
- 81 batalion Ochrony Pogranicza

W latach 1948–1950 funkcjonował również 41 samodzielny batalion WOP, podległy bezpośrednio Głównemu Inspektoratowi Ochrony Pogranicza, a od 1.01.1950 Dowództwu WOP.